# 판테놀
판테놀(영어: panthenol)은 판토텐산(비타민 B5)의 알코올 유사체로 B5의 프로비타민이다. 덱스판테놀(영어: dexpanthenol), 판토테놀(영어: pantothenol)이라고도 하며, 상품명은 비판텐(영어: Bepanthen)이다. 판테놀은 생물체에서 판토텐산으로 빠르게 산화된다. 판테놀은 실온에서 점성이 있는 투명한 액체이다. 판테놀은 의약품 및 화장품에서 보습제로 사용되며, 상처 치유에 도움을 준다.

## 용도
|  |

의약품, 화장품 및 퍼스널 케어 제품에서 판테놀은 연고, 로션, 샴푸, 비강 스프레이, 안약, 로젠지 및 콘택트 렌즈 세척액에 사용되는 보습제 및 습윤제이다.
연고에서는 일광화상, 경미한 화상, 경미한 피부 손상 및 장애(최대 2-5% 농도)의 치료에 사용된다. 판테놀은 수분 공급을 개선하고 피부의 가려움증과 염증을 줄이며, 피부 탄력을 개선하고 상피 상처의 치유 속도를 가속시킨다. 이러한 목적을 위해 판테놀은 알란토인과 혼합되기도 한다.
판테놀은 모간에 쉽게 결합하기 때문에 상업용 샴푸 및 헤어 컨디셔너의 일반적인 구성 성분(0.1-1%의 농도)이다. 판테놀은 모발을 코팅하고 표면을 밀봉하여 모간에 윤활제처럼 작용하여 윤기나는 외관을 제공한다.
판테놀은 타투 아티스트들이 타투 후 보습 크림으로 추천하는 제품이기도 하다.

## 부작용
판테놀은 일반적으로 잘 통용된다. 드물게 피부 자극 및 접촉 알레르기가 보고되었다.1

## 약리학
판테놀은 피부와 점막(장점막을 포함)에 쉽게 침투하여 판토텐산으로 빠르게 산화된다. 판토텐산은 흡습성이 크다. 또한 광범위한 효소 반응과 세포 생장에서 역할을 하는 조효소 A의 생합성에도 사용된다.

## 물리·화학적 성질
|  |

판테놀은 실온에서 무취, 약간 쓴맛, 고점도, 투명하고 무색인 액체지만, 판토텐산의 염(예: 판토텐산 나트륨)은 일반적으로 흰색인 분말이다. 판테놀은 물과 알코올에 쉽게 용해되고, 다이에틸 에터에 약간 용해되며, 클로로포름(1:100), 프로필렌 글리콜에 용해되고, 글리세롤에는 약간 용해된다.
판테놀의 확장된 화학식은 HO–CH2–C(CH3)2–CH(OH)–CONH–CH2CH2CH2–OH이다.

### 입체화학
판테놀은 D와 L의 두 가지 거울상 이성질체로 존재한다. D-판테놀(덱스판테놀)만이 생물학적 활성을 갖고 있지만, 두 형태 모두 보습성이 있다. 화장품용 판테놀은 D 형태로 제공되거나 D와 L의 라세미 혼합물(DL-판테놀)로 제공된다.

## 같이 보기
- 판토텐산
- 보습제